# 陳保泰
陳保泰（?—1980年5月27日）為台灣高雄市市長，於1950年接替劉翔派任擔任高雄市市長一職。
1980年5月27日逝世。